# سگ ملکه
سگ ملکه به انگلیسی (The Queens Corgi) یک فیلم انیمیشن است که توسط بن استاسن و وینسنت کستلوت کارگردانی شده‌است و توسط راب اسپرکلینگ و جان اسمیت نوشته شده‌است. این بر اساس ملکه الیزابت دوم و دوستی کورگی او است. این فیلم به دنبال یک مرجانی به نام رکس، که گم می‌شود و تلاش می‌کند تا خانه اش را پیدا کند.

## داستان
دربارهٔ ماجراجویی‌های محبوب‌ترین سگ سلطنتی بریتانیا به نام رکس می‌باشد که یکی از دوستانش به او خیانت می‌کند و او را درون رودخانه یخ انداخته و به‌صورت ناخواسته وارد خانواده ای از سگ‌ها می‌شود که همواره با همدیگر مبارزه می‌کنند. رکس در حین اینکه سفری حماسی و طولانی را برای بازگشت به خانه آغاز می‌کند، عاشق می‌شود و موفق می‌شود تا خود هویت واقعیش را کشف کند…

## بازیگران
- جک وایت هال به عنوان رکس، یک کرگ ویلز پنگمور و سگ برتر ملکه.
- جولی والترز به عنوان ملکه انگلستان
- شریدان اسمیت به عنوان وندا، علاقه عشق و علاقهٔ سالوکی و رکس.
- ری وینستون به عنوان تیسون، یک تپه بیل تریر و سگ جنگی سابق که پوند را اجرا می‌کند.
- مت لوکاس به عنوان چارلی، یکی از کورگی ملکه.
- تام کورتنی به عنوان دوک ادینبورگ
- اِنثنی اسکوردی به عنوان نلسون، یکی از کررگی ملکه.
- کالین مک‌فارلین به عنوان رئیس
- نینا ودیع به عنوان پتمور
- سارا هادلند به عنوان میتزی
- دبرا استیفنسن به عنوان ملانیا
- جان کالشاو به عنوان ترامپ

## تولید
این فیلم در حدود ۲۰ میلیون دلار هزینه دارد و در تاریخ ۳ آوریل ۲۰۱۹ در فرانسه و بلژیک منتشر شد انتظار می‌رود در سال ۲۰۱۹ در بسیاری از کشورهای جهان، از جمله چین، انگلستان، آمریکای لاتین، ایالات متحده و روسیه منتشر شود.